# Півострів Нісі-Соноґі
Півострів Нісі-Соноґі (яп. 西彼杵半島, にしそのぎはんとう, нісі-соноґі ханто) — півострів в Японії, в північно-західній частині острова Кюсю, в центрі префектури Нагасакі. На сході омивається водами затоки Омура, а на заході — водами моря Сумо. Адміністративно належить містам Нагасакі та Сайкай. Назва походить від повіту Нісі-Соноґі, розташованого на північ від міста Нагасакі.